# Dvorci i gradske zidine kralja Edvarda u Gwyneddu
Dvorci i gradske zidine kralja Edvarda u Gwyneddu su skupina od četiri fortifikacijske građevine engleskog kralja Edvarda I. u Walesu koji su, kao iznimni primjerci vojne arhitekture iz 13. st., 1986. god. upisani na UNESCO-ov popis mjesta svjetske baštine u Europi.
Zaštićeni spomenici su:
| Slika | Ime                                            | Lokacija   | Provincija | Koordinate                                | Bilješke |
| ----- | ---------------------------------------------- | ---------- | ---------- | ----------------------------------------- | --- |
|       | Dvorac Beaumaris                               | Anglesey   | Gwynedd    | 53°15′53″N 4°05′23″E / 53.2648°N 4.0897°E | Dizajnirao ga je James of St. George, a započet je 1295. god., no nikada nije dovšen. Namjena mu je bila da zajedno s drugim dvorcima tvori opkoljenje velškog kraljevskog doma Garth Celyn. |
|       | Dvorac Caernarfon (velški: Castell Caernafron) | Cearnarfon | Gwynedd    | 53°08′21″N 4°16′36″E / 53.1393°N 4.2768°E | Najveličanstveniji od svih dvoraca u Walesu postojao je kao skromna utvrda još u 11. st. Njegove zidine su inspirane carigradskim zidinama, a građen je od 1283. do 1330. god. Više puta su ga poharali velški ustanici, a u 16. st. je izgubio na važnosti. Za vrijeme engleskog građanskog rata držali su ga lojalisti, a parlamentarci su ga opsjedali tri puta. Obnovljen je u 19. st. i 1911. god. korišten za inauguraciju Princa od Walesa, kraljevića Ujedinjenog Kraljevstva. |
|       | Dvorac Conwy                                   | Conwy      | Gwynedd    | 53°16′48″N 3°49′32″E / 53.28°N 3.8255°E   | Ovaj dvorac na sjevernoj obali Walesa izgrađen je od 1283. – 1289. god. zamijenivši stariju englesku utvrdu Deganwy Castell kralja Henrika III. koji su uništili Velšani. |
|       | Dvorac Harlech                                 | Harlech    | Gwynedd    | 52°51′36″N 4°06′33″E / 52.86°N 4.1091°E   | Ovaj ovalni dvorac na obali Irskog mora ima znameniti masivni utvrđeni portal. Tijekom povijesti bio je više puta opsjedan, a od 1404. – 1409. god. i prijestolnicom neovisnog Velškog Kraljevstva. Tijekom Rata Ruža opsada dvorca je trajala sedam godina. Za Engleskog građanskog rata ona je bila posljednje uporište lojalista i na dan kada je pao, zatočen je i sam kralj Karlo I.                                                                                              |

Pored njih, Edvard I. je u potpunosti izgradio ili obnovio još osam dvoraca u Walesu:  Aberystwyth, Beaumaris, Builth, Caernarfon, Conwy, Flint, Harlech, Rhuddlan. Također je dao obnoviti velške dvorce Castell y Bere, Criccieth, Dolwyddelan, i Hope.

## Poveznice
- Razvoj fortifikacijske arhitekture
- Povijest Ujedinjenog Kraljevstva
- Engleska umjetnost

## Vanjske poveznice
- Nicola Coldstream, "Architects, Advisers and Design at Edward I's Castles in Wales" (engl.)